# Inés Suárez

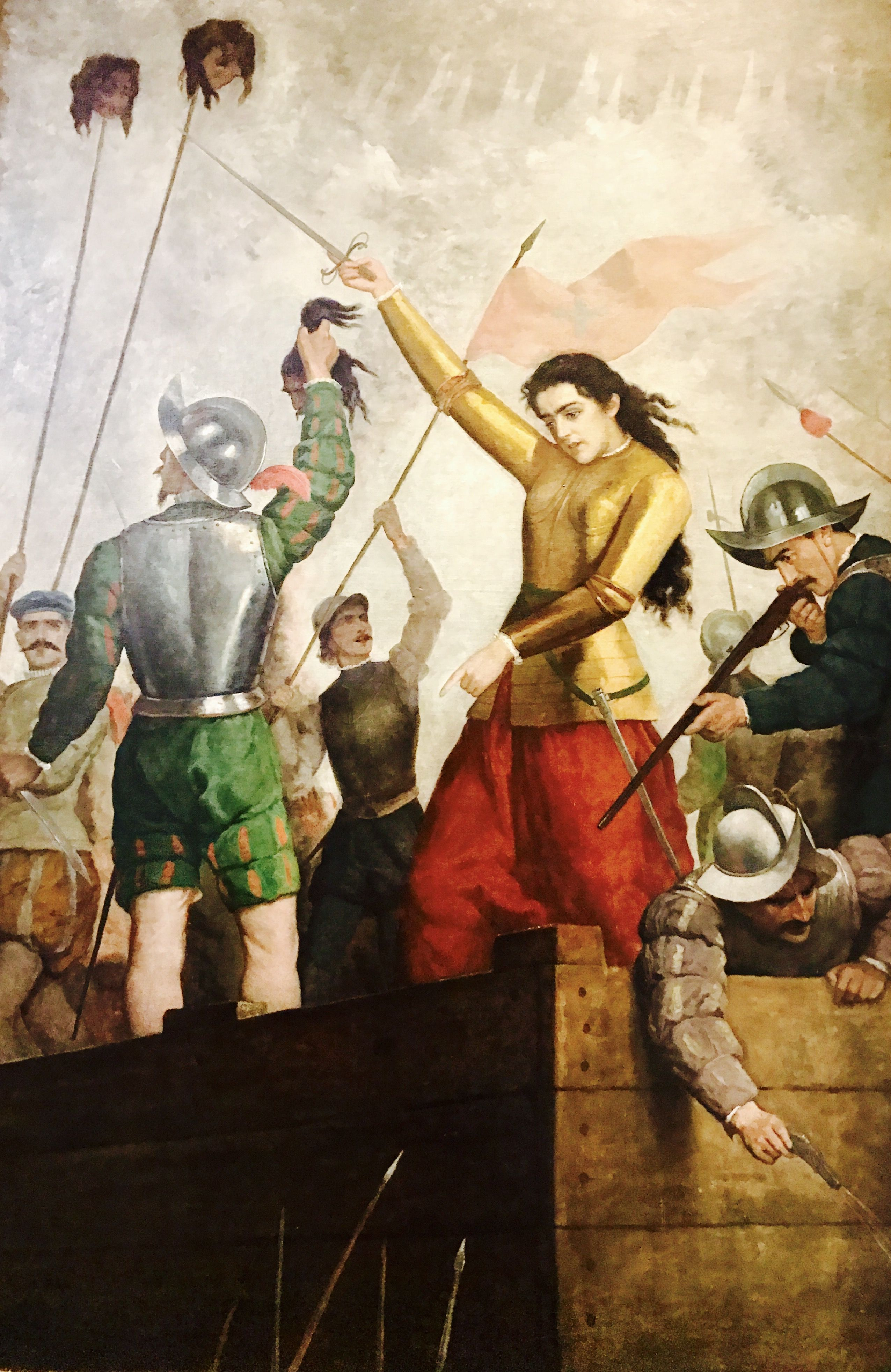
Inés de Suárez bei der Verteidigung der Stadt Santiago (Historienmalerei, 1897, Öl auf Leinwand, José Mercedes Ortega, Sammlung des Museo Histórico Nacional)

Inés de Suárez oder Inés Suárez (* 1507 in Plasencia, Extremadura in Spanien; † 1580 in Chile) war eine spanische Konquistadorin und die Geliebte Pedro de Valdivias. Sie war eine der wenigen Frauen, deren Name während der Conquista in Südamerika bekannt wurde. Sie nahm 1541 aktiv an der Verteidigung Santiago de Chiles gegen einen Angriff der Mapuche teil.

## Leben

### Ankunft in Südamerika
Sie erreichte Südamerika um das Jahr 1537 im Alter von rund 30 Jahren. Wahrscheinlich war sie auf der Suche nach ihrem Ehemann, welcher bereits vorher mit Francisco Pizarro von Spanien nach Peru gekommen war. Nach einigen Monaten Suche erfuhr sie, dass ihr Mann ums Leben gekommen war.
Als Witwe eines spanischen Soldaten erhielt sie ein Stück Land in der Nähe von Cusco als Encomienda. Das Land lag im Bereich des Anwesens von Pedro de Valdivia. Inés de Suárez betätigte sich auf dem ihr zugewiesenen Land als Krankenschwester und Apothekerin.
In dieser Zeit bildete sich eine Freundschaft zwischen Inés de Suárez und Pedro de Valdivia, die später zu einer langen Romanze wurde.

### Eroberung Chiles
1539 beschloss Valdivia eine Expedition nach Chile durchzuführen, wohin ihn Inés de Suárez als Krankenschwester begleitete. Die Gegend war bereits 1536 von Diego de Almagro erforscht worden.
In der Zwischenzeit hatte es Proteste seitens der Kirche zu seinem Verhältnis zu Inés gegeben. Valdivia holte deshalb bei Pizarro die Erlaubnis ein, Inés mit nach Chile zu nehmen. Um nicht mit der Kirche in Konflikt zu kommen, musste sich Inés als spanisches Expeditionsmitglied ausgegeben.
Auf dem langen Weg nach Süden wurde Inés zu einem unverzichtbaren Expeditionsmitglied. Sie behandelte Verwundete, suchte nach Wasserquellen und achtete auf die indianischen Träger. In der Atacamawüste kam es zu Konflikten mit Pedro Sánchez de la Hoz und anderen, sie konnte aber ein Blutvergießen vermeiden.
Auf der elfmonatigen Reise genoss sie eine außerordentliche Achtung unter den Konquistadoren. Der Historiker Tomás Thayer Ojeda beschreibt sie Anfang des 20. Jahrhunderts als „starke Persönlichkeit mit hoher Loyalität, diskret, freundlich und vernünftig.“

### Entstehung von Santiago
Im Dezember 1540 erreichten sie das fruchtbare Tal des Río Mapocho. Auf einer Insel des Flusses wollte sich Valdivia niederlassen, da sie sich gut verteidigen ließ. Valdivia schickte dem örtlichen Kaziken Geschenke, die auch angenommen wurden, und gründete  am 12. Februar 1541 die Stadt Santiago del Nuevo Extremo.
Immer wieder waren die Besetzer der Gegenwehr der Mapuche ausgesetzt, die Valdívia das Feld nicht freiwillig überlassen wollten. Im August 1541 deckte Inés einen indianischen Angriffsplan gegen Valdivia auf. Die Mapuche hatten bis zu 20.000 Mann (nach anderen Angaben 6-8.000) in den Wäldern um Santiago zusammengezogen. Valdivia nahm vorsorglich sieben Kaziken gefangen. Die Stadt wurde danach im September massiv mit brennenden Pfeilen angegriffen.
Am 11. September gelang es den Mapuche beinahe, Santiago durch einen Überfall zu überwältigen. Während des Angriffs kümmerte sich Inés um die Verletzten und verband deren Wunden und sprach den geschwächten Soldaten Mut zu. Niemand glaubte mehr an einen Sieg, da schlug Inés vor, die sieben gefangenen Kaziken zu köpfen und deren Köpfe vor die Angreifer zu werfen. Die Männer glaubten nicht daran, dass diese Grausamkeit etwas nützen würde, doch Inés setzte ihren Plan durch. Sie selbst köpfte den ersten Kaziken persönlich mit dem Schwert. Die Spanier warfen dann die Köpfe zwischen die Angreifer. Inés zog eine Rüstung an und setzte einen Helm auf, dann warf sie sich einen Mantel um und bestieg ein weißes Pferd. Mit beschwörenden Worten ritt sie an der Spitze der Soldaten. Die Indianer, die die Köpfe der Kaziken und Inés sahen, flohen in Panik. Der Anblick des weißen Pferdes erschreckte die Mapuche so, dass sie abzogen. Die Stadt brannte jedoch weitgehend ab.

### Ende der Beziehung und späte Jahre
Die Beziehung zwischen Pedro de Valdivia und Inés de Suárez hielt mehr als 10 Jahre an. Inés erhielt von ihm eine Encomienda zur Versorgung. 1548 kehrte Valdivia nach Peru zurück, um den Vizekönig gegen den aufständischen Gonzalo Pizarro zu unterstützen. Dort erhielt er den Befehl, seine Beziehung zu Inés de Suárez zu beenden und diese mit einem Mann seiner Wahl zu verheiraten, ansonsten würde er exkommuniziert. Zusätzlich sollte er seine spanische Ehefrau Marina Ortiz de Gaete aus Spanien nach Südamerika holen.
Schließlich verheiratete er Inés de Suárez mit seinem Vertrauten Rodrigo de Quiroga. Sie hatten keine Kinder, nur eine uneheliche Tochter von Rodrigo de Quiroga. Inés de Suárez lebte ruhig in der Nähe von Santiago und legte 1572 den Grundstein für die Iglesia de San Francisco in Santiago. Valdivia selbst sah seine spanische Ehefrau nicht mehr, er starb 1553 in der Schlacht von Tucapel. Die Ehefrau erreichte erst drei Jahre später Südamerika. Inés de Suárez starb Anfang des Jahres 1580 und wurde im Kloster Nuestra Señora de las Mercedes bestattet. Kurz darauf starb ihr Ehmann Rodrigo de Quiroga am  25. Februar 1580.

## Erinnerungskultur
Ein Kloster in Plasencia wurde nach Inés benannt, ebenso im Jahr 2014 eine Station der Linie 6 der Metro von Santiago de Chile.

### Biografie
- Ann Keith Nauman: The Career of Doña Inés de Suárez: The First European Woman in Chile. Edwin Mellen Press, 2000, ISBN 978-0-7734-7739-1 eingeschränkte Vorschau auf Google Buch.
- James D. Henderson, Linda R. Henderson, and Suzanne M. Litrel: Inés de Suárez, 1507–1572?. In: dies.: Ten notable women of colonial Latin America. Rowman & Littlefield, Lanham u. a. 2023, ISBN 978-1-5381-5299-7, S. 61–82.

### Fiktionale Werke
- Alonso de Ercilla y Zúñiga: La Araucana (Versepos, 1578)[6]
- Pedro de Oña: Arauco domado (Versepos, 1596, auf Grundlage des Werks von A. de Ercilla y Zúñiga)
- Giuseppe Guerra: Inés de Suárez : acción dramático histórica en cuatro episodios y romance heróico. Padre las Casas (Chile): Impr. San Francisco, 1941.
- Isabel Allende: Inés meines Herzens (Originaltitel: Inés del alma mía), Suhrkamp, 2007. ISBN 978-3-518-41930-4 (Roman)
- Jorge Guzmán: Ay mamá Inés: Crónica Testimonial. Santiago de Chile 1993. ISBN 956-13-1125-9.
- Josefina Cruz de Caprile: La Condoresa. 1968 (Biographie in Romanform)

Film
- La Araucana (1971)[7] nach dem gleichnamigen Gedicht von A. de Ercilla y Zúñiga

Oper
- José Guerra: Inés de Suárez (1941)

### Studien zur literarischen Darstellung der historischen Inés Suárez
- Elena Gerassimova: Inés Suárez bajo las influencias de Isabel Allende: Un estudio del personaje Inés Suárez en la novela Inés del alma mía de Isabel Allende, PDF-Datei
- Silvia Lorente-Murphy: Dos aproximaciones a la figura histórica de Inés Suárez: Jorge Guzmán e Isabel Allende. Ciberletras: Revista de crítica literaria y de cultura. Purdue University North Central. Nº. 21, 2009, ISSN-e 1523-1720